# سیارک ۲۳۹۸۹
سیارک ۲۳۹۸۹ (به انگلیسی: 23989 Farpoint، نامگذاری:1999RF) بیست و سه هزار و نهصد و هشتاد و نهمین سیارک کشف شده‌است که در ۳ سپتامبر ۱۹۹۹ کشف شد.